# Буллі
Буллі (латис. Buļļi), або Ритабуллі (латис. Rītabuļļi) (за назвою своєї центральної частини; його західна частина біля відгалуження річки Булльупе від Лієлупе має назву Вакарбуллі (латис. Vakarbuļļi)), раніше Буллю-муйжа (латис. Buļļu muiža) — мікрорайон у складі Курземського району Риги, розташований на лівому березі Даугави. Межами мікрорайону є межа міста, Ризька затока, стежка, що веде до/від Ризької затоки, вулиця Дзінтара, уявна паралель, перпендикулярна до вулиці Роню, та річка Булльупе. Мікрорайон Буллі знаходиться у північно-західному куті Риги на острові Буллю; він межує з такими мікрорайонами, як Даугавгріва та Клейсти, а також із Юрмалою, хоча має сухопутне сполучення лише із Даугавгрівою. Площа мікрорайону складає 7,497 км².
Буллі — один із найбільш зелених мікрорайонів Риги. Також тут знаходиться пляж Вакарбуллю —важливе місце відпочинку для мешканців міста.

## Історія
У острова Даугавгрівас (Буллю) складна історія утворення — у час геологічних та географічних змін територій, пов'язаних із зміною русла річок Лієлупе та Даугави, утворилася річка Булльупе. Булльупе, яка також має назву Бульдурупе — це старе русло Лієлупе, низовина колишньої притоки Даугави; до XVII століття у Лієлупе не було свого виходу до моря. У 1697 році під час весняного паводку у зв'язку із виникненням скупчень льоду у гирлі Даугави води Лієлупе проклали собі інше русло до моря —прорвавши смугу дюн посередині острова Буллю (у 3 км від Даугавгріви у сучасному районі Ритабуллі), тим самим утворивши нове русло, за яким річка почала впадати прямо у Ризьку затоку. Ця притока отримала назву Зіємельупе (латис. Ziemeļupe), або Яньупе (латис. Jāņupe). Втім нове гирло з часом забилося (воно проіснувало лише неповні 100 років) і неподалік від Даугавгрівської прибережної дюнної смуги на суші утворилась сучасна затока — Зіємельупе. Також у 1709 та 1759 роках Лієлупе (на місці затоки Зіємельупе) прорвала острів Даугавгрівас біля сучасних Ритабуллі і Даугавгріви і знову отримала вихід до моря, хоча поступово ця протока забилася, аж поки не була штучно засипана. У 1755 (за іншими даними у 1757) році під час чергового весняного паводку Лієлупе прорвала смугу дюн біля Варнукрогса і потекла у море біля Стірнурагса (внаслідок чого утворився вузький острів завдовжки приблизно 13 км, відділений від сучасної Юрмали), — таким чином утворився сучасний вихід Лієлупе до моря. У свою чергу стара низовина річки завдовжки приблизно 10 км від Варнукрогса до Даугавгріви отримала назву Булльупе, або ж Бульдурупе.
У 1765—1768 роках були спроби загородити нове русло Лієлупе, але у 1771 році вона проклала собі шлях на тому ж місці, утворивши так звану Яунупе (латис. Jaunupe). Тоді ж з'явився і сучасний острів Даугавгрівас.
Мікрорайон Буллі історично утворився на землях мизи Буллю, яка вперше згадується у 1495 році. Спочатку на цих територіях були рибальські селища Ритабуллі (Буллені, латис. Bullēni) та Вакарбуллі (Буллюгалс, латис. Buļļugals). У свою чергу назви Рита- і Вакарбуллі дали старі рибалки — адже вранці сонце знаходиться на стороні Ритабуллі, а ввечері — на стороні Вакарбуллі.
Миза Буллю (латис. Buļļu muiža, нім. Bullenhof, Bullenfahr) була садибою на території Даугавгрівської парафії та знаходилася в околицях сучасної вулиці Рояс, 1 (латис. Rojas iela). Вперше вона згадується у 1617 році, коли курляндський герцог Вільгельм віддав її в оренду своєму секретареві Паулю Шпанкау, права якого на цю власність у 1621 році підтвердив і король Швеції Густав Адольф. Пізніше у 1678 році капітан Шпанкус передав її генерал-лейтенанту Мартіну Швульцу. Наприкінці XVII століття мизу було скорочено. Згодом король Швеції віддав її під заставу Герману Віту фон Нордеку. У 1716 році князь Петро Голіцин віддав мизу в оренду вже згаданому Герману фон Нордеку. У 1770 році за кошти застави садибу Буллю залишила у своїй власності вдова Германа фон Нордека Єлизавета. У 1820 році миза належала спадкоємцям радника фон Шульца, але у 1909 році власницею садиби була вже А. Бенус (Венус). Миза Буллю була зображена на карті патримоніального округу та карті області Лієлвідземе 1688 року.
З ХІХ століття Булльупе перетворилась на жваву магістраль річкового транспорту, адже її глибина була достатньою для того, щоб нею ходили невеликі річкові пароплави.
За часів першої Латвійської республіки до міських меж Риги було включено території на лівому березі Даугави. До адміністративних меж міста Риги було включено і територію тодішньої Болдерайської волості (Буллюмуйжа, Буллюціємс) у Буллі у західній частині острова Даугавгрівас.
У 1930—1940-х рр. (але найбільше з 1960—1970-х рр.) було проведено поглиблення русла Булльупе та Лієлупе, метою якого, у першу чергу, було забезпечення судоплавства, а у другу — добування піщаних матеріалів для потреб ризької забудови. В результаті поглиблення Булльупе спричинила засипання пойменних лугів та зміну берегів, а також обвали берегів річки. Варто зазначити, що у 1930-х рр. Булльупе була головним шляхом сполучення між низовинами Даугави та Лієлупе.
Починаючи з 1935 року на території між ранньою забудовою Ритабуллі та затокою Булльупе були розподілені назви для нових вулиць, хоча їх створення так і не було завершено (зараз у цій місцевості знаходиться комплекс міських водоочисних споруд за адресою вул. Дзінтара, 60). На початку 1930-х рр. у Ритабуллі також почалося дачне будівництво. Під час радянської окупації (у 1941 році) залишені балтійськими німцями дачі разом із земельними ділянками були передані Балтійському флоту,  і туди заселилися офіцери червоного флоту зі своїми родинами. Після 1944 року лівий берег Даугави став частиною Ленінського району, але у 1962 році райони були розділені. У 1969 році у частині, відділеній від Ленінського району, утворився Ленінградський район, до якого ввійшов і мікрорайон Буллю.
Після відновлення незалежності Латвії Ленінградський район, до складу якого входив острів Даугавгрівас (Буллю), отримав назву Курземського.
Наразі більш обширна мережа вулиць (разом із головною — вулицею Дзінтара) є лише у Ритабуллі, у той час як у західній частині здебільшого переважають ліси; там знаходиться Вакарбулльський природний заказник, з територією якого межує район Вакабуллі з приватною забудовою, мешканці якого здавна займаються рибальством. Крім того велика частина мікрорайону Буллі входить до природного парка «Пієюра», який був створений у 1962 році від мікрорайону Вецакі до гирла річки Гауї, щоб зберегти дюнні ліси, авандюни та пляжі.
Природний парк «Пієюра» на території острова Даугавгрівас (Буллю) включає у себе два природні заказники: Даугавгрівський і вже згаданий Вакарбулльський, утворений у 1993 році, площа якого сягає 52 га; найбільшу цінність у ньому становлять приморські луги. Також варто зазначити, що дослідження флори у Буллі почалися іще наприкінці XVIII століття. Наприкінці ХІХ століття (у 1894 році) ботанік Купфер задокументував містородження приморських армерій на острові Буллю. У 1920–1930-х рр. багато науковців звернули увагу на важливість збереження флори і ландшафту Буллі; окрім цього прибережна територія селища Буллюгалс була і залишається важливим місцем відпочинку перелітних лелекоподібних та водоплавних птахів.

## Географія
Загальна площа мікрорайону Буллі становить 749,7 га, що у півтора рази більше за середній показник площі мікрорайонів Риги. Довжина меж мікрорайону за периметром складає 12,541 км. Мінімальна висота поверхні рельєфу мікрорайону відповідає рівню моря, а максимальна становить 14 м над його рівнем. Найвищі дюни у мікрорайоні та на острові Буллю загалом знаходяться у південній частині острова. На території від Лієлупе до Ритабуллі характерним є рельєф із майже не заліщеними дюнними пагорбами та дефляційними западинами (2—10 м н.р.м.).
Майже увесь мікрорайон Буллі знаходиться у геоморфологічному мікрорайоні акумулятивних терас литоринової та постлиторинової стадії, і лише вузька смуга уздовж Булльупе відноситься до геоморфологічного мікрорайону долини Даугави. Геологічно у мікрорайоні здебільшого знаходяться відкладення морської литоринової та постлиторинової стадії, лагунні та алювіальні піщані відклади, на поверхні яких — перенесений вітром пісок. Уздовж морського узбережжя тягнеться піщаний пляж, який від іншої території мікрорайону відділяє нерегулярна переддюна 250—400 м завширшки. Узбережжя зазнає інтенсивної промивки берега. Під покривом відкладів Четвертинного періоду, який у Буллі є доволі щільним (макс. 60 м), знаходяться червоно-коричневі, рідше зелено-сірі кварцеві піщаники Гауйської світи верхньодевонського періоду із прошарком алейролітів та глини 0,5—1 м завтовшки.
З інженерно-геологічної точки зору мікрорайон Буллю загалом вважається однорідною територією. На більшій частині цих територій сприятливі умови для будівництва, де під ґрунтом на глибину приблизно 10 м характерними є щільні піщані ґрунти (головним чином пилуватий пісок зі щільними прошарками). На цих територіях для підготовки будмайданчика не потрібні спеціальні інженерно-технічні підготовчі роботи, хоча треба обережно оцінити рівень ґрунтових вод, де перевантаження дуже велике (0—1,5 м) і лише місцями (на південному заході мікрорайону та частково на його північному сході) вони природно знаходяться на рівні, що підходить для будівництва (1,5—3 м). Геотехнічно найнесприятливіші території для будівництва розташовані уздовж узбережжя Булльупе (навколо Ритабуллі) та особливо на самому південному заході острова (у Вакарбуллі). Умови для будівництва тут ускладнені не лише через склад ґрунтів, а й через ризик затоплення території, який особливо у південно-західній частині острова може досягти 10%. Для більш ніж 35,3 га території мікрорайону Буллі передбачена обов'язкова необхідність інженерно-технічної підготовки на випадок проведення будь-яких будівельних робіт. Тут треба зазначити, що у Буллі це не оцінюється як перепона для розвитку, адже ці території знаходяться на природних територіях із насадженнями, де розвиток нової забудови вкрай обмежений.

### Розподіл території
Із загальної площі мікрорайону Буллі 12,4% (657,1 га) займають відкриті водойми — у південно-західній частині мікрорайону це річка Лієлупе, у південній — Булльупе (старе русло Лієлупе) із окремими заводями, площа яких змінюється залежно від пори роки та вітрів, а також через Лієлупе та Даугаву у Булльупе може суттєво зрости рівень води.
Більшу частину мікрорайону Буллі — 73,9% (554,1 га) займають природні території та насадження. Тут є також великі природні території, що перебувають під особливою охороною — природний парк «Пієюра»  (573,5 га), на півдні та південному заході якого у заливних лугах Булльупе знаходиться також Вакарбулльський природний заказник.
6,8% (51,3 га) площі мікрорайону Буллі — забудовані території із насадженнями (передусім із житловою забудовою), що дозволяє зберігати і дещо розширити розріджену житлову забудову у Ритабуллі (головними чином уздовж вулиці Дзінтара). У інших способів використання територій Ритабуллі немає суттєвого територіального значення, оскільки вони лише визначають вже існуючий характер забудови (головним чином території із садибною забудовою).

## Інфраструктура
Зв'язок мікрорайону Буллі з іншими територіями Риги здійснюється через мікрорайон Даугавгріва. Головними його вулицями є вулиці Дзінтара, Ілменя та Рояс, але у спланованій схемі мережі вулиць Риги у цьому мікрорайоні передбачені лише вулиці місцевого та нижчого значення, щоб таким чином зберегти спокійний характер околиці міста.

### Громадський транспорт
Забезпечення мікрорайону Буллі громадським транспортом вважається дуже слабким, адже цей мікрорайон обслуговується лише одним маршрутом громадського транспорту Риги — автобусом № 36 (Іманта-5 — Вакарбуллі), який до того ж курсує лише 37 разів на день і не має сполучення із центром міста. Це означає, що щоб дістатися до інших частин Риги, мешканцям Буллі треба не лише подолати велику відстань, а й врахувати як мінімум одну пересадку, тому громадський транспорт є вкрай необхідним для того, щоб дістатися центру міста. Влітку щовихідних до Вакарбуллі ходить також автобус № 3 (Плявнієкі — Даугавгріва).

### Соціальна інфраструктура
На території мікрорайону Буллі немає жодного об'єкту соціальної інфраструктури (закладів початкової, середньої, вищої або іншої освіти, бібліотек, медичних установ, будинків культури та інших культурних установ, установ соціального забезпечення, військових та релігійних установ, в'язниць, управлінь муніципалітету та відділків державної поліції, а також спортивних закладів).

## Галерея

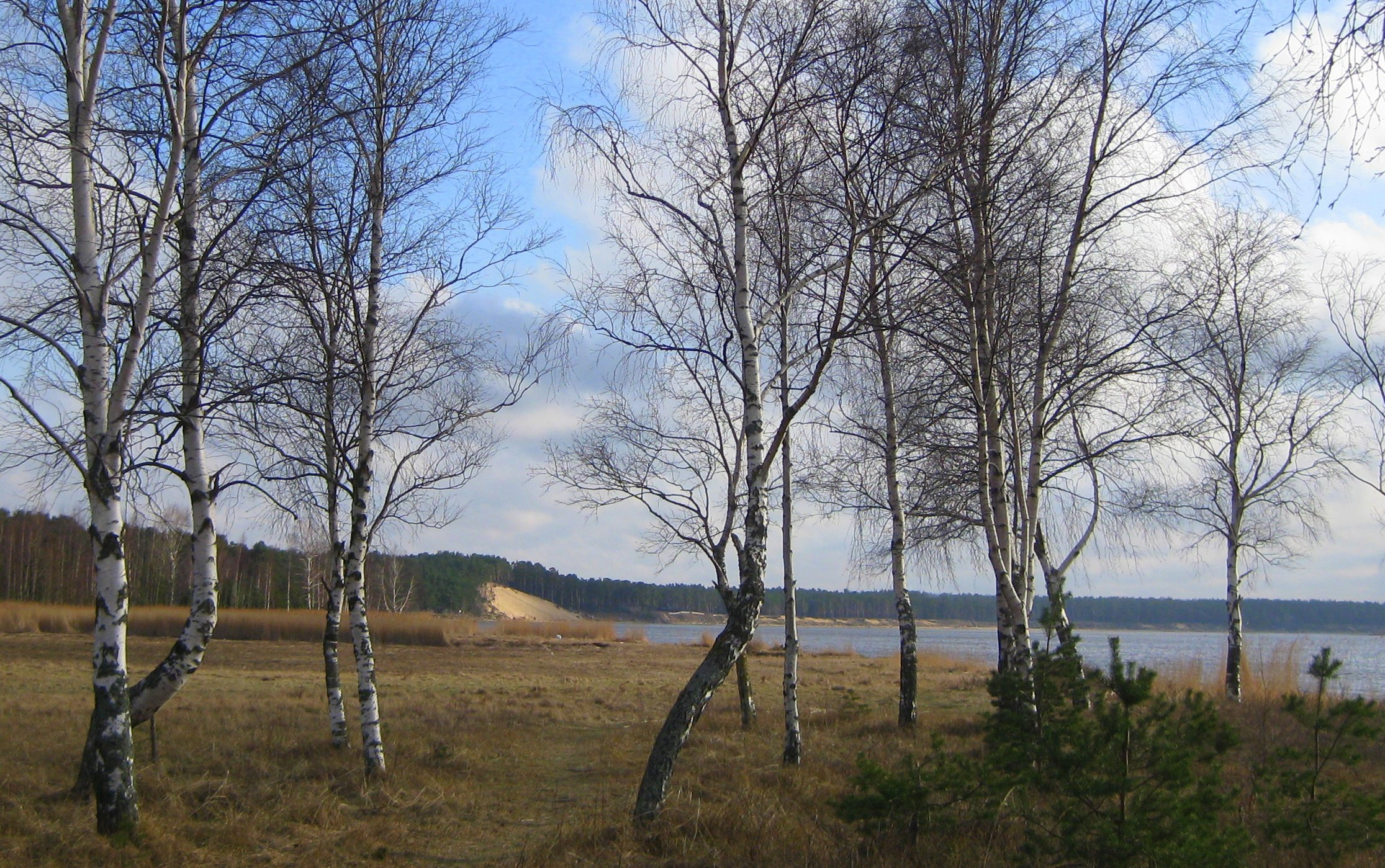
Вид на річку Лієлупе зі сторони Варнукрогса
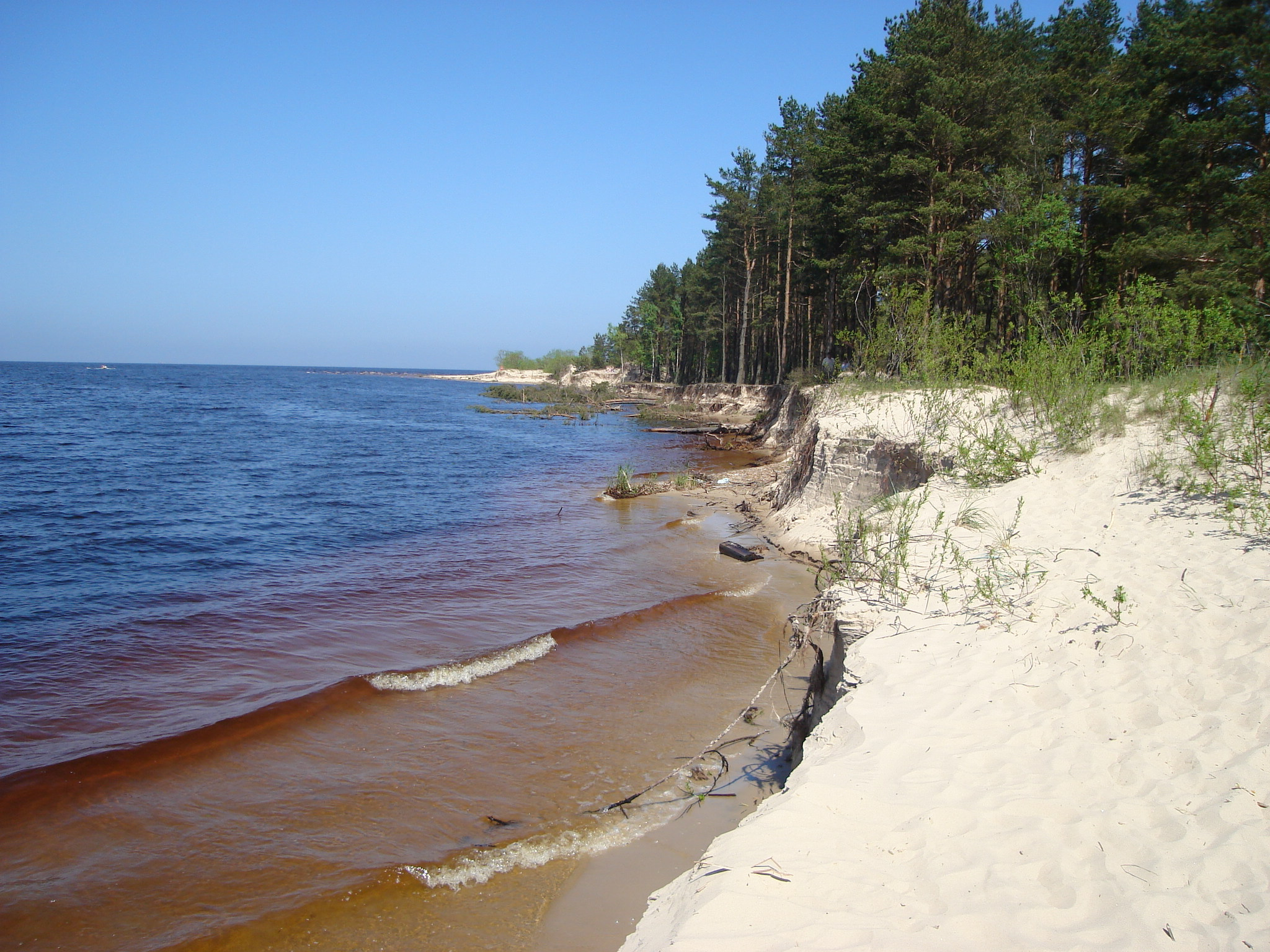
Берег річки Лієлупе